# 두 여인 (1988년 영화)
《두 여인》(영어: Beaches 또는 Forever Friends)은 1988년 개봉한 미국의 코미디 드라마 영화이다. 게리 마셜이 감독을 맡았으며, 이리스 레이너 다트의 동명 소설이 영화의 원작이다.